# آیدین‌جیک (بایبورد)
آیدین‌جیک {{ترکی|Aydıncık) (به کردی: Melanse) (به ارمنی: Մալասա) یک منطقهٔ مسکونی در ترکیه است که در بایبورد واقع شده‌است. آیدین‌جیک ۱۰۹ نفر جمعیت دارد.